# Nechako
Il fiume Nechako è un affluente del fiume Fraser, in Canada. Nasce dal Plateau Nechako nella catena montuosa del Kitimat, sulle Montagne Costiere della Columbia Britannica; scorre a nord verso Fort Fraser, poi svolta ad est verso Prince George, dove sfocia nel Fraser. Il nome Nechako è un'anglicizzazione di netʃa koh, che in lingua Dakelh significa grande fiume.
Ha numerosi immissari, sia fiumi sia laghi; degni di nota  sono: Cheslatta, Nautley, Stuart, Stellako, Tachie, Endako, Middle, Driftwood, François Lake, Fraser Lake, Nechako Reservoir, Stuart Lake, Takla Lake, Trembleur Lake.